# 後藤明子
後藤 明子（ごとう あきこ、1976年7月10日 - ）は1990年代半ばに活動したタレント。神奈川県出身。Mr.Childrenの大ファン。後期の芸名は水上杏子（みかみきょうこ）。

## 略歴
高校3年生だった1994年9月に当時落成したばかりのTBS新放送センター（通称ビッグハット）でTBSラジオ主催の第2回シンデレラドリームオーディションに合格。10月から同局の深夜番組「シンデレラドリーム ミッドナイト☆パーティー」（以下ミッドナイト☆パーティーと略す）でデビューした。最初はレギュラーメンバーには加わなかったものの、毎月行われる定期イベントに参加した。実年齢では年下だが、ミッドナイト☆パーティーシンデレラは先輩に当たる松宮麻衣子が主催し、11月に行われたイベント第1回の「松宮麻衣子TOMATOスタジオ」では芹川ゆかりら同じオーディションに合格したシンデレラと一緒にゲスト参加した。
1995年1月に蛭田有希子がメインを務めていた月曜深夜1部の「20世紀最後の大選択」のコーナーに"選択姫"（担当アシスタント）として起用され、初めてレギュラーとなった。4月には木曜深夜担当に移り、深夜2:30からの「TV版!ミッドナイト☆パーティー」（TBS）にもレギュラー出演した（同時に高校を卒業し、短大へ進学）。また当時大人気女優だった中村あずさや森下涼子らが所属していたプロマージュに所属し、本格的に女優への道を歩み始めた。
10月にミッドナイト☆パーティーが終了したのを機にこれまでの本名から芸名水上杏子に改名した。以後の芸能活動はこの芸名で活躍した。後継番組の「ウィークエンド・ミッドナイト☆パーティー」では数回ゲスト出演したが、11月11日深夜（12日早朝）の最初のゲスト出演には、普段ならメインの黒住祐子と四元都華咲がやるはずのオープニングを自身の希望で初めてやらせてもらったという（ミッドナイト☆パーティーの頃はすべて番組途中からの出演だったため）。そして同月下旬にはTBS系「Try it!」（5分間のミニ番組）に出演、ミッドナイト☆パーティー関連以外では初の番組出演となった。1996年3月にはテレビ朝日系「トゥナイト2」リポーターに起用された（～5月、以後シンデレラ仲間の黒住祐子も出演）。夏には同局系ドラマ「闇のパープル・アイ」（雛形あきこ主演）に事務所の先輩である中村あずさの計らいで出演し、つい女優デビューを果たした。
短大卒業を控えた1997年1月、TBS系「輝く日本の星！　平成の原節子を創る」の公開オーディション番組に出演し、卒業後の芸能活動継続にかけたが、あと一歩というところで敗退。短大卒業と同時に引退した。

## 主な活躍

### 出演番組
太字はレギュラー出演
- シンデレラドリーム ミッドナイト☆パーティー（TBSラジオ・1994年10月～1995年10月）
  - 1994年10月～12月　ラジオ出演はなく、定期イベントのみ出演
  - 1994年11月　松宮麻衣子主催イベント「松宮麻衣子TOMATOスタジオ」にゲスト出演
  - 1995年1月～3月　月曜深夜1部（24:00～26:00・火曜午前0:00～2:00）に「20世紀最後の大選択」のコーナーの“選択姫”としてコーナー担当アシスタント
  - 1995年4月～10月　木曜深夜（金曜未明）＆TV版!ミッドナイト☆パーティー（TBS）担当（TV版は～9月）
    - これまで蛭田有希子がメインだった月曜1部に、これまでメインだった黒住祐子がTV版専門担当になるため木曜担当を蛭田有希子に引き継ぎ、統合したのに伴い異動。

  - 1995年9月10日　蛭田有希子主催イベント「蛭田有希子ふれあいパーティー」に出演

“水上杏子”改名後
- ウィークエンド・ミッドナイト☆パーティー（TBSラジオ・1995年10月～1996年3月）
  - ゲスト出演5回はレギュラー担当以外では蛭田有希子、平松まゆきについで多い出演回数
  - 1996年2月17日深夜（18日早朝）放送の「ミッドナイト東西オリンピック」には東軍メンバーとして出演
- Try it!（TBS系・1995年11月～12月）
- トゥナイト2（テレビ朝日系・1996年3月～5月）
- 月曜ドラマ・イン「闇のパープル・アイ」（テレビ朝日系・1996年7月～9月）
- 開運!なんでも鑑定団（テレビ東京系・1996年）
- 輝く日本の星!「平成の原節子を創る」（1997年1月～2月）

### 掲載雑誌
- ヤングジャンプ（集英社・1994年9月）　
  - 第2回シンデレラドリームオーディションで予選通過者はこの雑誌で掲載。そして彼女を含む5人の合格者発表の時も改めて掲載された。
- ハラペーニョ（実業之日本社・1995年）
- 中古車情報誌"Goo"（プロトコーポレーション(PROTO)・1996年）